# Étang de Lavalduc
L’étang de Lavalduc, ou de La Valduc, est une étendue d'eau très chargée en sel, à niveau variable, voisine de la Méditerranée, située à l'ouest de l'étang de Berre, au nord de Fos-sur-Mer. Propriété des Salins du Midi, qui en ont fait un bassin de stockage de saumure, l'étang se trouve à cheval sur trois communes : Saint-Mitre-les-Remparts, Istres et Fos-sur-Mer, dans les Bouches-du-Rhône. Sa coloration d'un bleu rose irisé est due à la présence des petits crustacés Artemia salina.
Situé à une altitude moyenne d'environ 10 m sous le niveau de la mer, il s'agit du lieu le plus bas de France. 

## Géographie

### Topographie
L'étang de Lavalduc fait partie, avec l'étang du Pourra, l'étang de Citis, l'étang d'Engrenier, l'étang de Rassuen et l'étang de l'Estomac, des cinq étangs regroupés entre l'étang de Berre et le golfe de Fos en Méditerranée, à proximité de la plaine de La Crau et du parc naturel régional de Camargue.
L'étang est compris à l'intérieur d'une vaste cuvette de 2,5 x 1,750 km, de formation hydroéolienne et même nivo-éolienne, qu'il remplit presque intégralement. Il est le résultat de l'action de la neige et du mistral à la fin du Riss, l'avant-dernière glaciation. Plan d'eau permanent, à niveau variable, donc à superficie également fluctuante, il est alimenté régulièrement par des injections de saumure industrielle. Il fait partie des communes d'Istres, Saint-Mitre-les-Remparts, Fos-sur-Mer, aux termes d'un bornage conservé aux archives municipales de Saint-Mitre, daté du 15 avril 1551. Il est bordé à l'est et à l'ouest par des coteaux recouverts de garrigues et de pinèdes. Au sud et au nord, on trouve des formations palustres et des éléments de ripisylves.

### Hydrographie
Réceptacle naturel, il a reçu de la Fanfarigoule, source située au nord de l'étang, une telle quantité d'eau en 1960 que son niveau est remonté de trois mètres. Le lieu est considéré par les géographes comme celui où l'évaporation est la plus forte de France. La Compagnie des Salins du Midi, qui en était propriétaire, a dû l'assécher en 1969, en évacuant l'eau par pompage en direction de la mer à travers un canal autrefois utilisé. Elle a réalisé ensuite une digue souterraine pour détourner les eaux de la Crau. Il est relié par un canal souterrain à l'étang de Citis et, jadis, un canal à l'air libre permettait d'alimenter Rassuen à l'aide d'une pompe à feu. Des vis d'Archimède faisaient monter l'eau sur le plateau occidental, entre les étangs de l'Estomac et de Lavalduc. 
En 1821, à la veille de Noël, un raz-de-marée d'une hauteur de six mètres, qui dura cinq jours, fit entrer les eaux de la Méditerranée dans les étangs d'Engrenier et de Lavalduc. Lors du tremblement de terre de 1909, les eaux de l'important réseau hydrologique de la Crau accrurent de façon sensible l'apport d'eaux douces.

### Salinité
La salinité de l'étang de Lavalduc aujourd'hui est artificielle, puisque provenant de la saumure[réf. nécessaire] injectée par le saumoduc depuis les silos à hydrocarbures de Manosque. En 1984, elle était de 360 g l−1, soit saturée à 97 % (eau de mer de 2 à 6 % avec 35 g l−1 ; la Mer Morte de 27,5 % avec 275 g l−1). Cette saumure est dévolue à l'usage chimique et non propre à la consommation, ce qui représente trois millions de m3 emmagasinés dans les étangs d'Engrenier et de Lavalduc.
Bien que totalement étanches, et rien ne prouvant l'existence d'un chenal dans l'Antiquité, ou que l'ensemble formé avec Engrenier ait constitué une profonde calanque, les deux étangs étaient salés et constituaient une réserve exploitée. La seule explication raisonnable à ce jour et prouvée par des faits historiques est celle d'un approvisionnement périodique par « salivades », c'est-à-dire des entrées d'eau de mer lors de fortes marées ou de tempêtes. Cette proposition est confirmée par Denizot, qui mentionne en particulier une tempête en 1821.
Sur la rive nord de l'étang, on peut encore apercevoir les traces de salines aujourd'hui en grande partie émergées. De même sur l'isthme de plan d'Aren qui sépare Lavalduc d'Engrenier.
Le 12 mars 2007, un problème d'étanchéité sur une tête de puits a conduit à l'envoi de fioul sur une cuvette de rétention, ce qui a provoqué l'envoi d'hydrocarbures dans la saumure de lessivage dans les étangs d'Engrenier et de Lavalduc.

### Climat
Cette zone bénéficie d'un climat méditerranéen, avec des hivers relativement doux et des étés chauds et secs. Le mistral y souffle parfois très fort en hiver et au printemps. Les précipitations sont identiques à celles d'Istres : 566 mm.

## Occupation humaine de l'étang

### De l'Antiquité au début duXIXesiècle
Les rives de l'étang de Lavalduc furent occupés depuis la Préhistoire. Henri Rolland y signale de nombreuses stations néolithiques, en particulier un foyer avec silex taillé et tessons à faciès néolithique. Au sud-est de l'étang se trouve l'Oppidum de Saint-Blaise, autrefois Ugium, puis Castelveyre. À la cote -5 furent recueillis des débris de tegulae romaines le long de substructions d'un mur de soutènement antique, et plus bas, à la cote -6, plusieurs couches archéologiques anciennes, en particulier du matériel néolithique. Un chemin venant du port ou d'une source pouvait aboutir à la poterne Ouest, donnant sur l'étang de Lavalduc.
À la suite des asséchements de 1969, les photographies prises laissent supposer que les murs appartiendraient aux ruines d'anciennes salines, mais on ne distingue pas la trame habituelle des aires salantes. De gros blocs, sans doute des seuils taillés de type hellénistique, étaient visibles et il est invraisemblable qu'ils aient été amenés depuis l'oppidum relativement éloigné, et si on les avait fait rouler, ils seraient abîmés ou cassés : on peut donc admettre l'existence de constructions remontant à Blaise V. Bernard Bouloumié a relevé un mur en grand appareil large de 1,4 m, formé de gros blocs bien équarris. Dans la masse du mur qui ne subsiste plus qu'en soubassement, il a recueilli une anse hellénistique en place. Ce mur, qui barre la plage sur une longueur d'environ 40 à 50 m, rencontre à angle droit un autre mur identique qui se dirige vers une construction en grand appareil, adossé à la colline. Il semble que l'altitude doit être d'environ -10 ou -11 m, compte tenu du niveau du 22 mars 1984.

### AuxXIXeetXXesiècles
Après le tremblement de terre de 1909, les salines furent abandonnées en 1910. L'asséchement de 1960-1970 a permis de faire diverses constatations, qui ne furent malheureusement pas consignées. Le fond de l'étang fut aplati par un bulldozer et le conducteur de l'engin a souvenir d'avoir vu au fond de l'étang, dans un axe nord-sud, un « chemin empierré » et balisé avec de grandes bornes, dont l'une, haute d'un mètre, portait un cercle et une croix ou flèche. Il dit aussi avoir vu des zones dallées, sans doute d'anciennes tables salantes où était exploité du sable salinifère.
Un autre écho récolté au cours de ces travaux laisse à croire que l'on voyait des divisions du fond réalisées en galets, pouvant remonter à une période très ancienne. 
Ces remarques permettent d'imaginer ce que pouvait être l'exploitation ancienne du sel. La présence du chemin axial indique que le niveau devait être très bas et que la circulation entre les « œillets » (expression empruntée aux divisions artisanales des salins de l'Atlantique) était assurée de cette manière. Les Salins du Midi ont dû assécher l'étang en 1984, et les pompes évacuaient 20 000 mètres cubes d'eau douce par jour.
À la suite de travaux récents, on a relevé la présence de tombes paléochrétiennes (au moins six), ainsi qu'un sarcophage entier retiré à la pelle mécanique à la cote −8 m (actuellement exposé dans le petit jardin sur l'Hauture de Fos).
Le 16 novembre 1943, à 13 h 50, le B-17 du 97th Bomb Group serial 42-3147 surnommé Homesick Angel, piloté par le lieutenant Richard Packard est abattu par la flak au cours d'un bombardement et tombe avec son équipage, soit en tout dix personnes dans l'étang. Neuf furent tués, le rescapé fut fait prisonnier. L'avion a été enlevé par les Américains vers 1980.

## Faune et flore de l'étang

### Flore
Au sud-est de l'étang, dans des secteurs dessalés, se trouvent des Bugranes sans épines, pénétrant dans la garrigue à romarin dans les années très humides. La surface inondable sur le périmètre de l'étang est le terrain propice au développement des Salicornes annuelles, alors qu'au sud et à l'ouest, dans des secteurs plus secs, se développent Statice de Provence et Statice rude.
Sur le pourtour, peuplier blanc, saule et pin, figuier sauvage, quelques pieds de chêne pédonculé, sont peut-être le témoignage d'une ancienne forêt alluviale de type médio-européenne.
Joncs et roseaux voisinent sur les rives.
Dans l'étang, les Rhodophytes ou algue rouge, qui donne à ses eaux cette couleur d'un bleu rose irisé.
Au nord se trouvent des éléments de la pelouse de Crau, avec l'Asphodèle et l'Euphorbia seguierana et également une mare à Marisque.

### Faune
Le dernier recensement a permis de constater que l'endroit abrite treize espèces d'intérêt patrimonial, dont une déterminante. Ces lieux sont d'un grand intérêt pour l'avifaune aquatique et paludicole, qu'elle soit nicheuse, hivernante ou migratrice de passage.
L'étang aux eaux saumâtres renferme l'été des invertébrés, Artemia salina, dont se nourrissent de nombreux oiseaux : Flamant rose, Tadorne de Belon, Avocette élégante, Échasse, Agrion de Mercure, Chevêche d'Athéna, Œdicnème criard, Pluvier à collier interrompu, Pluvier petit-gravelot, Busard des roseaux, Échasse blanche, Bruant Proyer, Sterne naine, Sterne pierregarin, Macreuse, Lusciniole à moustaches, Canard chipeau, Grèbe à cou noir, Grèbe huppé, Blongios nain, Fuligule milouin, Fuligule morillon, Rollier d'Europe, Coucou geai, Butor étoilé, Lézard ocellé et Pélobate cultripède.
On y rencontre des grenouilles, des cigales et des papillons. Dans la forêt de Castillon qui surplombe l'étang, se trouvent Circaète Jean-le-Blanc, Hibou grand-duc, Petit-duc scops.

## Organisation administrative

### Classement
- à l'Inventaire du patrimoine naturel de Provence-Alpes Côte d'Azur : ZNIEFF No 13-109-103, type Zone terrestre de type I ;
- en ZICO, zone importante pour la conservation des oiseaux, numéro de la zone: PAC.15 ;
- site inscrit pour la partie des berges est, faisant partie des abords du champ de fouilles de Saint-Blaise, commune de Saint-Mitre-les-Remparts, n° 93/13060, date de procédure 8 juin 1967, date création fiche plan du 4 juin 2010[12] ;
- Réseau Natura 2000.